# Tramlijn 5 (Szczecin)
Tramlijn 5 is een tramlijn in de Poolse stad Szczecin op de route Krzekowo ↔ Stocznia Szczecińska.

## Geschiedenis
- De tramlijn 5 werd ingesteld en 1905 en had toen de route: Alleestrasse – Turnerstrasse – Falkenwalderstrasse – Bismarckplatz – Bismarckstrasse – Königsplatz – Klosterhof – Frauenstrasse – Dampfschiffsbollwerk

- In 1910 werd de lijn verlengd via de Baumbrücke naar het Dünzig Fähre.

- In 1927 werd de lijn verlengd via de Friedrich-Ebert-Strasse naar het Groeplerstrasse. Tramlijn 5 had toen de route: Groeplerstrasse – Dünzig Fähre.

- In 1928 werd de lijn verlengd via Kreckowerstrasse naar het Braunsfelde.

- In 1934 ging lijn 5 vanaf het Linsigenstrasse naar de Dünzig Fähre.

- Na de Tweede Wereldoorlog en 1945 tramlijn 5 had toen de route: Druckiego—Lubeckiego (wiadukt) – ul. Nocznickiego – ul. Baden-Powella – ul. Parkowa – ul. Malczewskiego – ul. Matejki – Plac Żołnierza Polskiego – al. Niepodległości – Brama Portowa – ul. Krzywoustego – Plac Kościuszki – ul. Sikorskiego – ul. Ku Słońcu.

- In 1950 ging lijn 5 vanaf het Gocław naar de Żołnierska.

- In 1952 ging lijn 5 vanaf het Stocznia Szczecińska naar de Żołnierska.

- In 1970 tramlijn 4 had toen de route: Stocznia Remontowa – ul. Druckiego—Lubeckiego – ul. Stalmacha – Stocznia Szczecińska – ul. Dubois – ul. Parkowa – ul. Malczewskiego – ul. Matejki – Plac Żołnierza Polskiego – ul. Obrońców Stalingradu – al. Wojska Polskiego – ul. Jagiellońska – al. Bohaterów Warszawy – ul. Mickiewicza – ul. Żołnierska – Krzekowo

- In 1973 tramlijn had toen de route: Stocznia Remontowa – ul. Druckiego—Lubeckiego – ul. Stalmacha – Stocznia Szczecińska – ul. Dubois – ul. Parkowa – ul. Malczewskiego – ul. Matejki – ul. Buczka – Plac Lenina – al. Piastów – ul. Jagiellońska – al. Bohaterów Warszawy – ul. Mickiewicza – ul. Żołnierska – Krzekowo

## Huidige traject
| Lijn | Traject | Lengte | Reistijd  | Haltes |
| ---- | --- | ------ | --------- | ------ |
|      | Stocznia Szczecińska ↔ Krzekowo Firlika (terugkeer: Firlika — Antosiewicza — Nocznickiego — Firlika) — Dubois — Parkowa — Malczewskiego — Matejki — Piłsudskiego — aleja Piastów — Jagiellońska — aleja Bohaterów Warszawy — Mickiewicza — rondo Karskiego — Żołnierska | 7,6 km | 28-29 min | 17-18  |

## Galerij

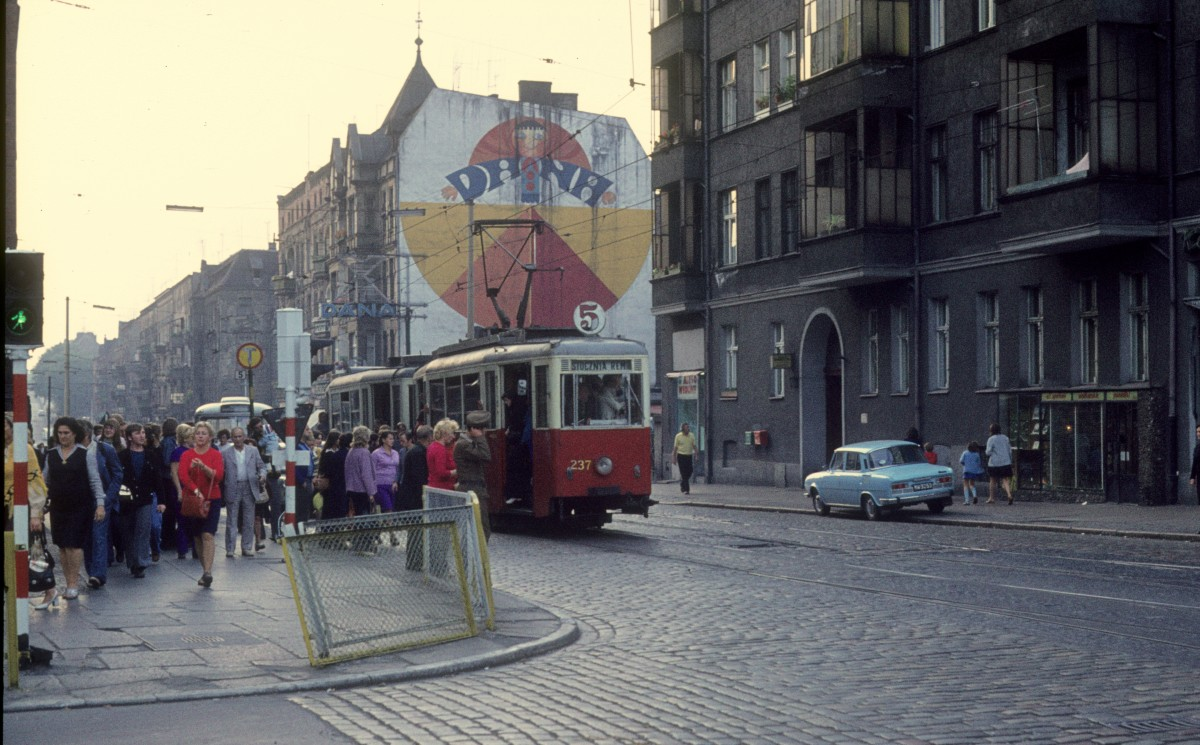
Lijn 5 in de Jagiellońska straat.
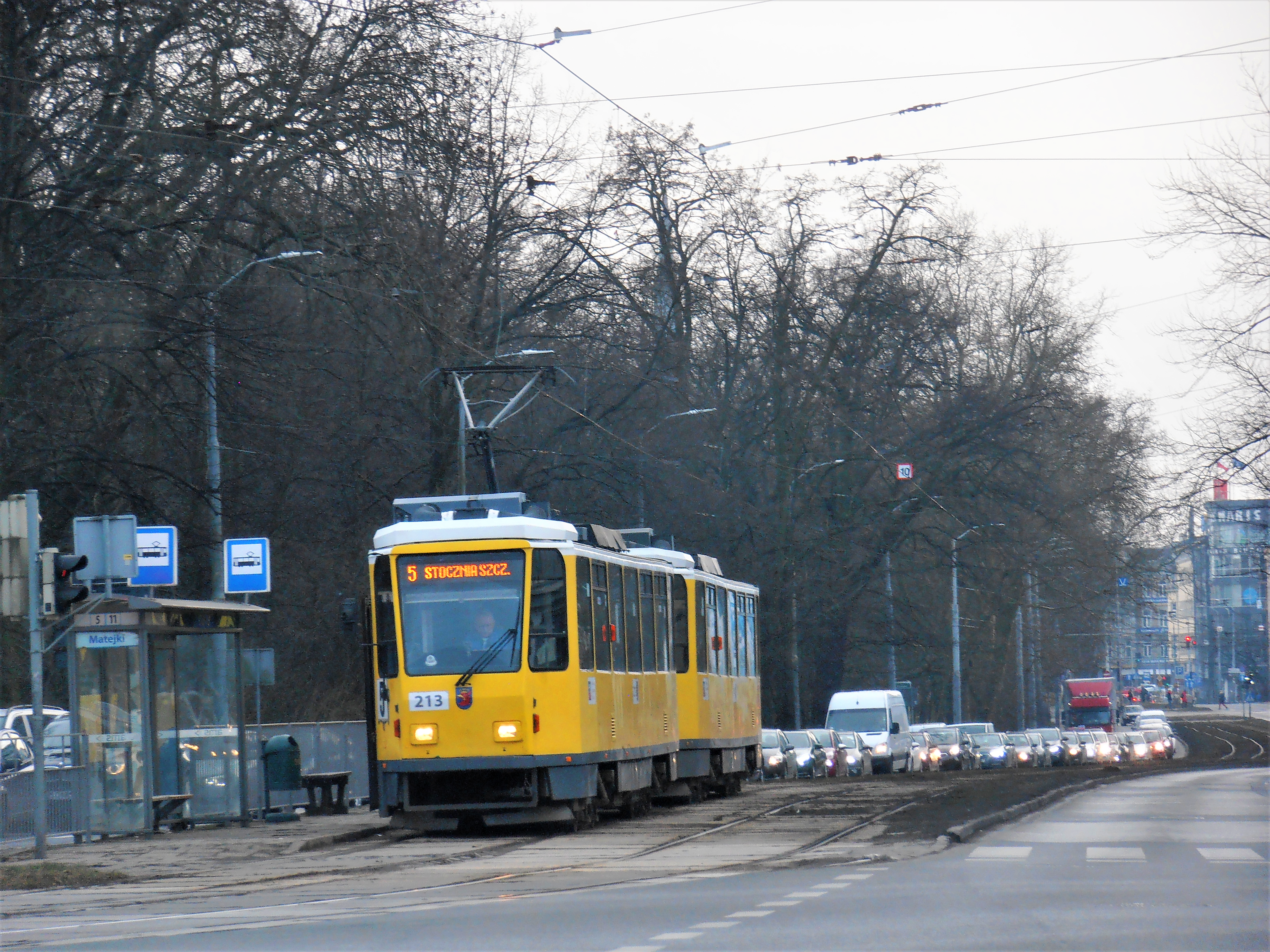
Lijn 5 met wagen 213 door de Matejki straat.
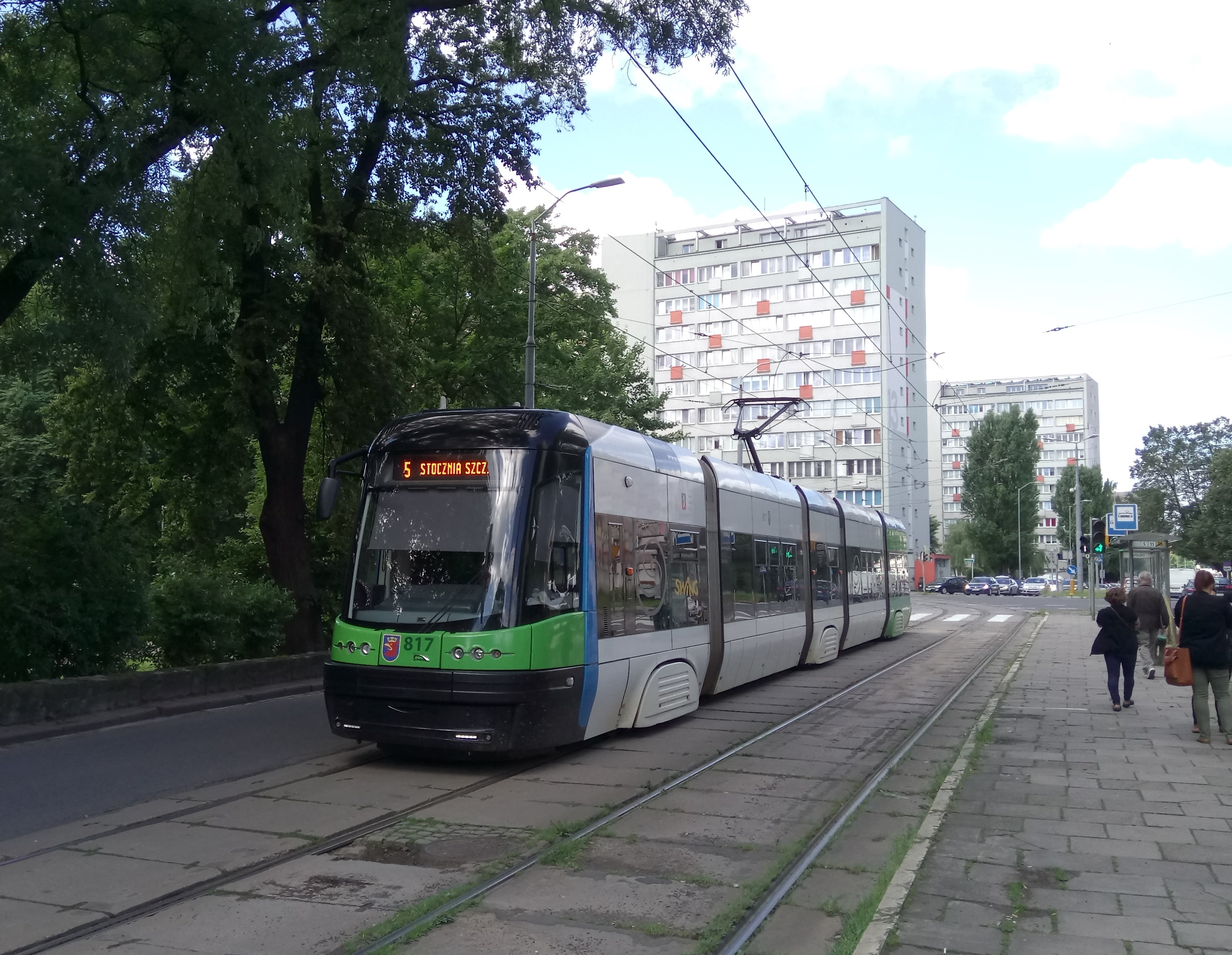
Tram van lijn 5 door de Malczewskiego straat.
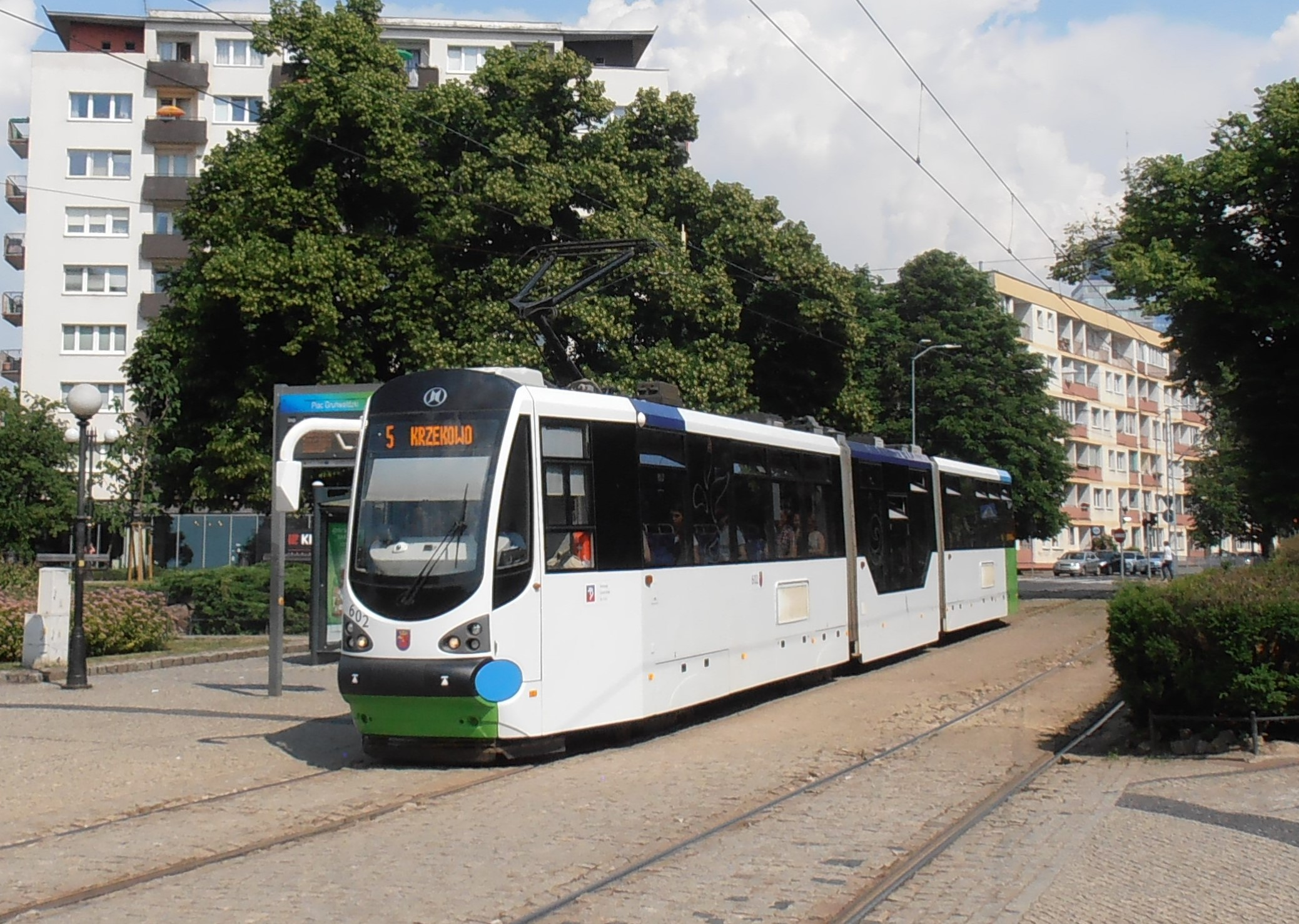
Tram van lijn 5 op het Grunwaldzki plein in Centrum.